# Jörg Ringgenberg
Jörg Ringgenberg (Unterseen, 19 januari 1943) is een Zwitsers componist, dirigent en tubaïst. Bepaalde werken schrijft hij onder zijn pseudoniemen: George R. Berg en Francesco Monti.

## Levensloop
Ringgenberg studeerde talen en pedagogiek. Hij werkte als leraar talen in het beroepsonderwijs aan de "Kaufmännische Berufsschule" Interlaken. In zijn vrije tijd werkt hij voor blaasorkesten. Hij studeerde HaFa-directie aan het conservatorium te Luzern. Nadat hij afgestudeerd heeft, is hij dirigent van verschillende harmonieorkesten en brassbands. Sinds 1982 is hij dirigent van de Brassband Hilterfingen, maar hij was ook dirigent van de Evangelische Brass Band Interlaken.
Hij componeerde ook een aantal marsen en lichtere stukken voor blaasorkesten. 

## Composities

### Werken voor harmonieorkesten en brassbands
- 1984 Friendship, voor cornet en harmonieorkest of brassband
- 1987 Curticella, mars
- No. 41 444 (Four For Four)
- Bärner Soldaten (Marsch des Infanterie-Regiments Nr. 14)
- Berner Oberland Marsch
- Festfanfare: Interlaken - Jungfrau
- Fritz Althaus-Marsch
- Grindelwald, feestmars
- In Switzerland
- Mei Tal ("Mon Vallée")
- Nürren
- Obdiviso
- Pirat
- Praefectus
- Troja 700
- Unser Fest